# Gregor Cankar
Gregor Cankar [grégor cánkar], slovenski atlet, skakalec v daljino, * 25. januar 1975, Celje. 
Cankar je bil član slovenske odprave na olimpijskih igrah v 1996, 2000 in 2004. 
Njegovi največji uspehi:
- 1. mesto Svetovno mladinsko prvenstvo na prostem Lisbona 1994
- 3. mesto Univerziada Fukuoka 1995
- 6. mesto poletne OI Atlanta 1996
- 3. mesto Univerziada Catania 1997
- 1. mesto Sredozemske igre Bari 1997
- 3. mesto Svetovno prvenstvo na prostem Sevilla 1999
- 4. mesto Svetovno prvenstvo v dvorani Maebashi 1999
- 5. mesto Evropsko prvenstvo v dvorani Gent 2000
Njegov največji uspeh je tretje mesto na Svetovnem prvenstvu v atletiki 1999 v Sevilji, poleg tega pa je tudi nosilec slovenskega rekorda v skoku v daljino (8,40 m), ki ga je dosegel leta 1997 v Celju.
V letih od osamosvojitve Republike Slovenije do zaključka svoje kariere je bil eden izmed nosilcev slovenske ateltike. Kar 6 krat je bil razglašen za atleta leta. 
Je tudi dobitnik Bloudkove plakete (1994) in Bloudkove nagrade (1999). Leta 1999 je bil razglašen za športnika Slovenije in za športno osebnost leta (nagrada Leon). 